# Metopia
Genre
Synonymes
- Ophelia Robineau-Desvoidy, 1830

Metopia est un genre d'insectes diptères brachycères de la famille des Sarcophagidae. Les larves se développent sur les proies de guêpes solitaires que les imagos kleptoparasitent. L'espèce-type du genre est Metopia argyrocephala.

## Description

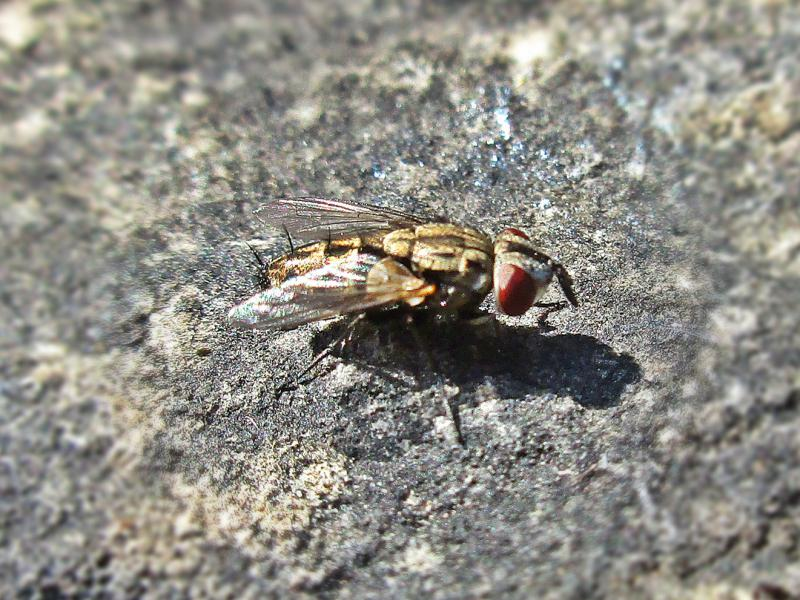
Metopia indéterminée (Pays-Bas)

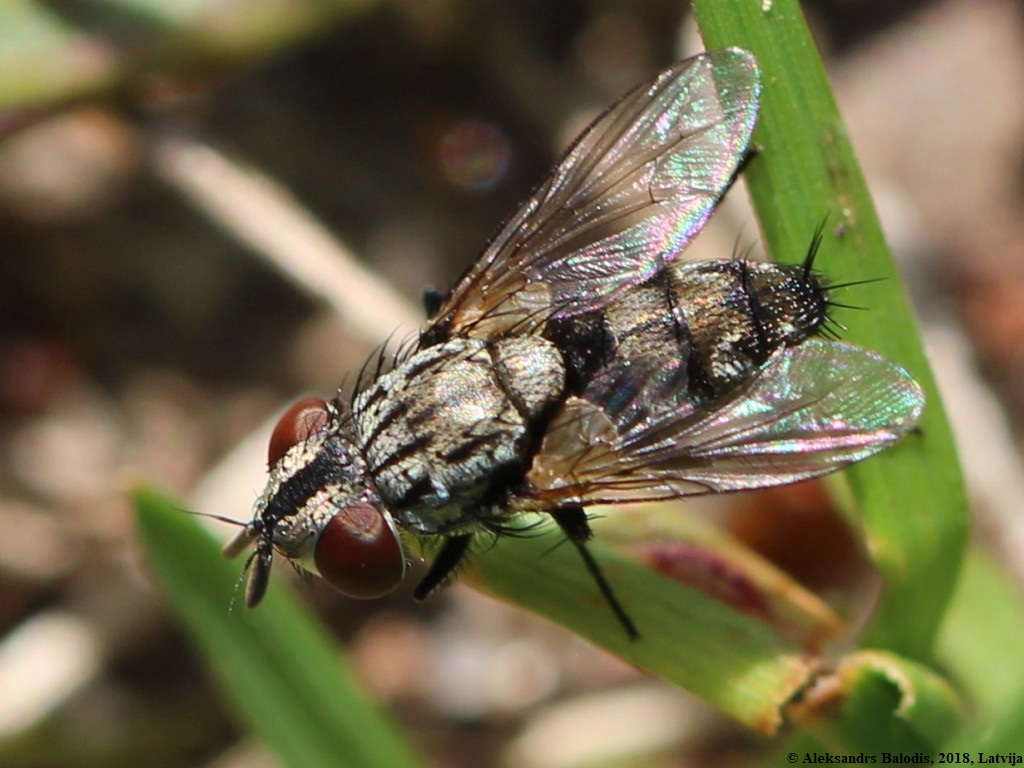
Metopia argyrocephala

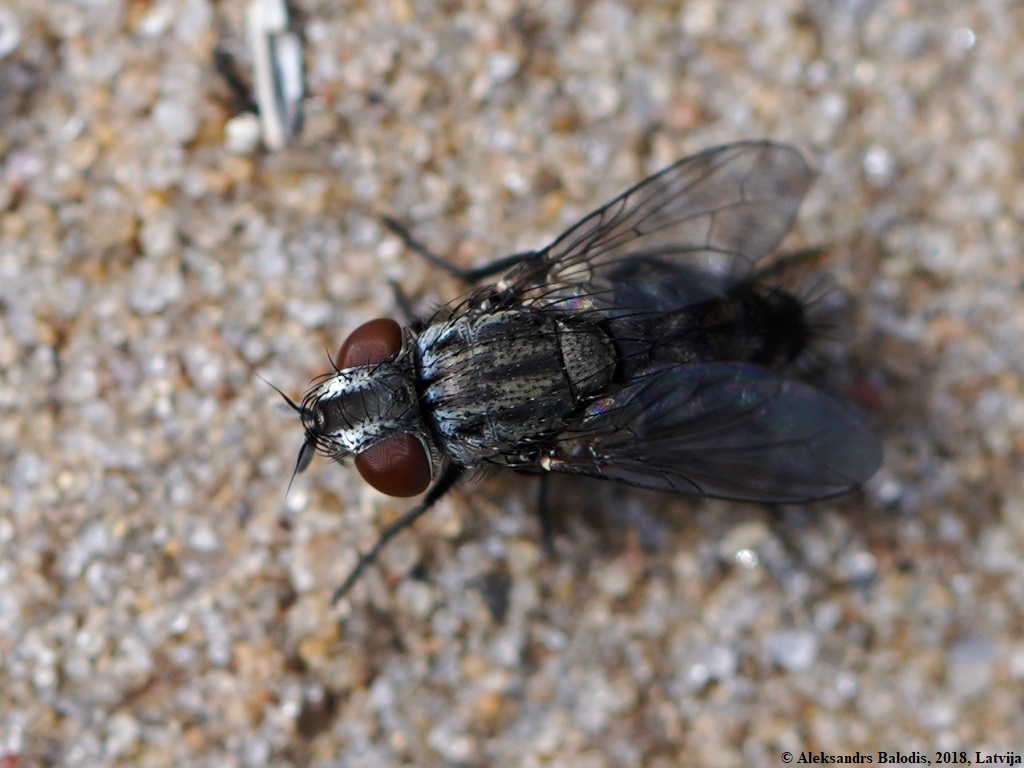
Metopia campestris

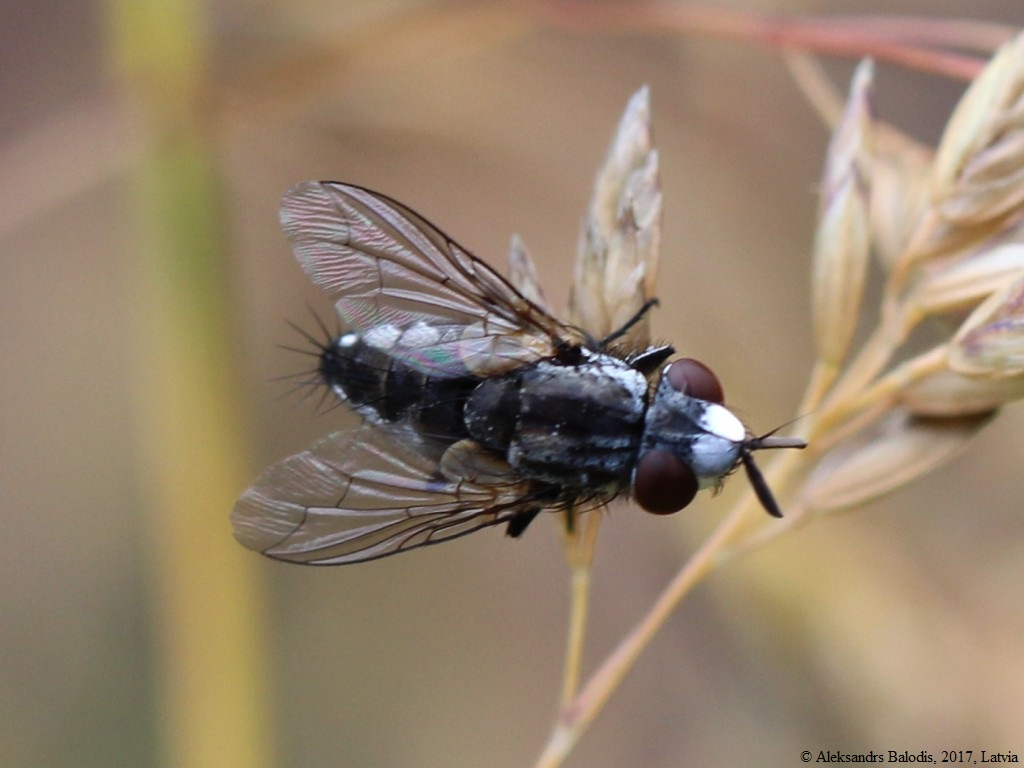
Metopia staegerii

En tant que Sarcophagidae, les espèces du genre Metopia sont des mouches au corps noir et gris sans éclat métallique aux bandes longitudinales sur le thorax et transversales sur l'abdomen. Dans ce genre, les femelles sont difficilement différenciables d'une espèce à une autre. Il existe un dimorphisme sexuel, les mâles permettant la distinction des espèces. Ils sont ornés d'un front blanc très allongé avec une rangée intérieure de soies proches de la crête faciale. Le troisième article de l'antenne est long et la veine de l'aile R4+5 comporte une rangée de soies s’étendant presque jusqu'au croisement de r-m ou au-delà.

## Éthologie
Les espèces du genre Metopia sont des kleptoparasites de diverses guêpes et abeilles des familles Pompilidae, Sphecidae et Halictidae (voire très rarement des Vespidae). Les femelles recherchent l’entrée du nid de l’hôte, attirées par le transport de sa proie ou son remue-ménage lors du fouissement. Elles y déposent leurs larves, soit verticalement sur le bord, soit au-dessus du trou, les larves migrant par la suite vers la proie stockée par l'hôte. Les imagos peuvent également entrer dans le terrier pour déposer les larves à proximité ou sur la source de nourriture. Il est possible que le dépôt de la larve s'effectue directement sur la guêpe, mais ce comportement semble inopérant. Chaque espèce de Metopia semble avoir un large spectre d'hôtes de la larve, il peut aussi bien s'agir d'araignées, de sauterelles ou de chenilles. Les imagos se nourrissent de diverses matières sucrées telles que nectar, sucs de fruits, miellat ou sève d'arbres.

## Ensemble des espèces
Selon Thomas Pape :
- Metopia argentata , Paléarctique et Indomalais
- Metopia argyrocephala, Néarctique, Paléarctique et Indomalais
- Metopia aurigans, Néotropiques
- Metopia auripulvera, Est-paléarctique
- Metopia benoiti, Afrotropiques
- Metopia brasiliana, Néotropiques
- Metopia brincki, Afrotropiques
- Metopia campestris, Néarctique, Paléarctique et Indomalais
- Metopia crassarista, Afrotropiques
- Metopia cubitosetigera, Néotropiques
- Metopia deficiens, Afrotropiques
- Metopia flava, Néotropiques
- Metopia grandii, Paléarctique
- Metopia hispidimana, Néotropiques
- Metopia inermis, Néarctique, Néotropiques
- Metopia italiana, Paléarctique
- Metopia juquiana, Néotropiques
- Metopia krombeini, Néarctique, Néotropiques
- Metopia lateralis, Néarctique
- Metopia lateropili, Néarctique
- Metopia malgache, Madagascar
- Metopia monunguis, Tanzanie
- Metopia nudibasis, Afrotropiques, Australasie et Japon
- Metopia opaca, Néarctique
- Metopia pauciseta, Néotropiques
- Metopia perpendicularis, Néarctique, Néotropiques
- Metopia pilosarista, Tanzanie
- Metopia polita, Guyane
- Metopia pollenia, Sichuan (Chine)
- Metopia pulverulenta, Argentine, Pérou
- Metopia sauteri, Est-paléartique et Indomalais
- Metopia sinensis, Zhejiang (Chine)
- Metopia sinipalpis, Néarctique, Néotropiques
- Metopia suifenhoensis, Est-paléartique et Indomalais
- Metopia tshernovae, Paléartique et Indomalais
- Metopia yunnanica, Yunnan (Chine), Thaïland
- Metopia zenigoi, Japon

Metopia staegerii est synonyme de Metopia italiana.

## Les espèces européennes
Selon Fauna Europaea (22 août 2013), 7 espèces sont présentes en Europe, dont 3 en France (M. argyrocephala, M. campestris et M. italiana) :
- Metopia argentata
- Metopia argyrocephala
- Metopia campestris
- Metopia grandii
- Metopia italiana
- Metopia tshernovae